# Trận Jutland
Trận Jutland là trận hải chiến lớn nhất trong Chiến tranh Thế giới thứ nhất diễn ra giữa Hạm đội công hải của Đức và Đại hạm đội của Anh từ ngày 31 tháng 5 đến ngày 1 tháng 6 năm 1916 tại biển Bắc, ngoài khơi Jutland thuộc eo biển Skagerrak giữa Đan Mạch và Na Uy. Tại Đức cùng một vài nước lân cận tại Bắc Âu, người ta gọi trận đánh này là Trận Skagerrak, và là trận hải chiến giữa những tàu chiến quan trọng nhất của cả hai bên. Trận đánh diễn ra chủ yếu vào ban ngày. Trận hải chiến này được xem là kết thúc với bế tắc chiến thuật, nhưng lại là thất bại chiến lược cho Hạm đội công hải của Đức. Sau trận thủy chiến Skagerrak, họ không thể nào đụng độ với Đại hạm đội của Anh thêm một trận lớn nữa. Song, trận đánh này được xem là một sự kiện tồi tệ đối với Hải quân Hoàng gia Anh, do họ chịu tổn thất nặng nề và đến thời điểm quyết định của trận chiến thì lại mất dấu đối phương.
Hạm đội công hải Đức đã lên kế hoạch tấn công vào các tàu buôn trên vùng biển phía nam Na Uy, do đó có thể theo dõi các hải đội tàu chiến-tuần dương của Anh. Eo biển Skagerrak là một con đường tốt dẫn tới biển Baltic. Trước tình này, Đại hạm đội của Anh đã xuất phát tiến vào biển Jutland để ngăn chặn kế hoạch của Đức. Vào buổi chiều ngày 31, hai bên đã sẵn sàng chiến đấu. Thế trận bên Đức có vẽ chuyển hướng về phía nam còn đội tàu Anh lại tiến về phía bắc, nơi hạm đội chính đang đóng quân. Màn đêm đã bắt đầu buông xuống từ khoảng thời gian từ 19:30 đến 21:30, chỉ một lát sau, cả hai bên đã bắt đầu giao chiến, một cuộc chiến giữa 250 con tàu. Bóng tối đã che chở cho hạm đội Đức dưới sự đột phá của quân Anh và giúp họ trở về cảng nhà. Sự triệt thoái của hạm đội Đức ghi dấu thắng lợi chiến lược của Hạm đội Anh, mặc dù hạm đội Đức tổn hại nhẹ hơn hẳn Hạm đội Anh - ghi dấu bế tắc chiến thuật.

## Bối cảnh và kế hoạch

### Kế hoạch của người Đức
Với 16 chiến hạm thuộc kiểu Dreadnought so với 28 chiếc của Hải quân Hoàng gia, Hạm đội Biển khơi của Đức có rất ít cơ hội để chiến thắng một cuộc đụng độ đầu đối đầu. Vì thế người Đức phải chấp nhận sử dụng một chiến thuật chia rẽ và tiêu diệt: Họ dàn dựng một cuộc tấn công vào biển Bắc và bắn phá bờ biển Anh với mục đích là để thu hút ra các hải đội nhỏ và các tàu trực chiến của Anh để sau đó các đội này có thể bị phá hủy bởi một lực lượng lớn hơn hoặc bởi tàu ngầm.
Trong tháng 1 năm 1916, Đô đốc von Pohl, chỉ huy của Hạm đội Đức, bị ốm. Ông này được thay thế bởi Scheer, người tin rằng hạm đội đã được sử dụng một cách quá thụ động, người Đức có tàu chiến và thủy thủ tốt hơn so với Anh và nên muốn chủ động giao chiến với họ. Theo Scheer chiến thuật hải quân của Đức nên như sau:
gây thiệt hại cho Hạm đội Anh bằng cách cuộc tấn công vào các lực lượng hải quân Anh đang tham gia vào cuộc phong toả vịnh Helgoland, cũng như việc thả thủy lôi trên bờ biển của Anh và tấn công bằng tàu ngầm bất cứ khi nào có thể. Sau khi một sự cân bằng về lực lượng đã được tạo ra như là kết quả của những việc trên, toàn bộ lực lượng của chúng ta sẽ sẵn sàng và được tập trung lại, một nỗ lực sẽ được thực hiện bởi hạm đội của chúng ta để tìm kiếm một trận chiến quyết định trong hoàn cảnh không thuận lợi cho kẻ thù.

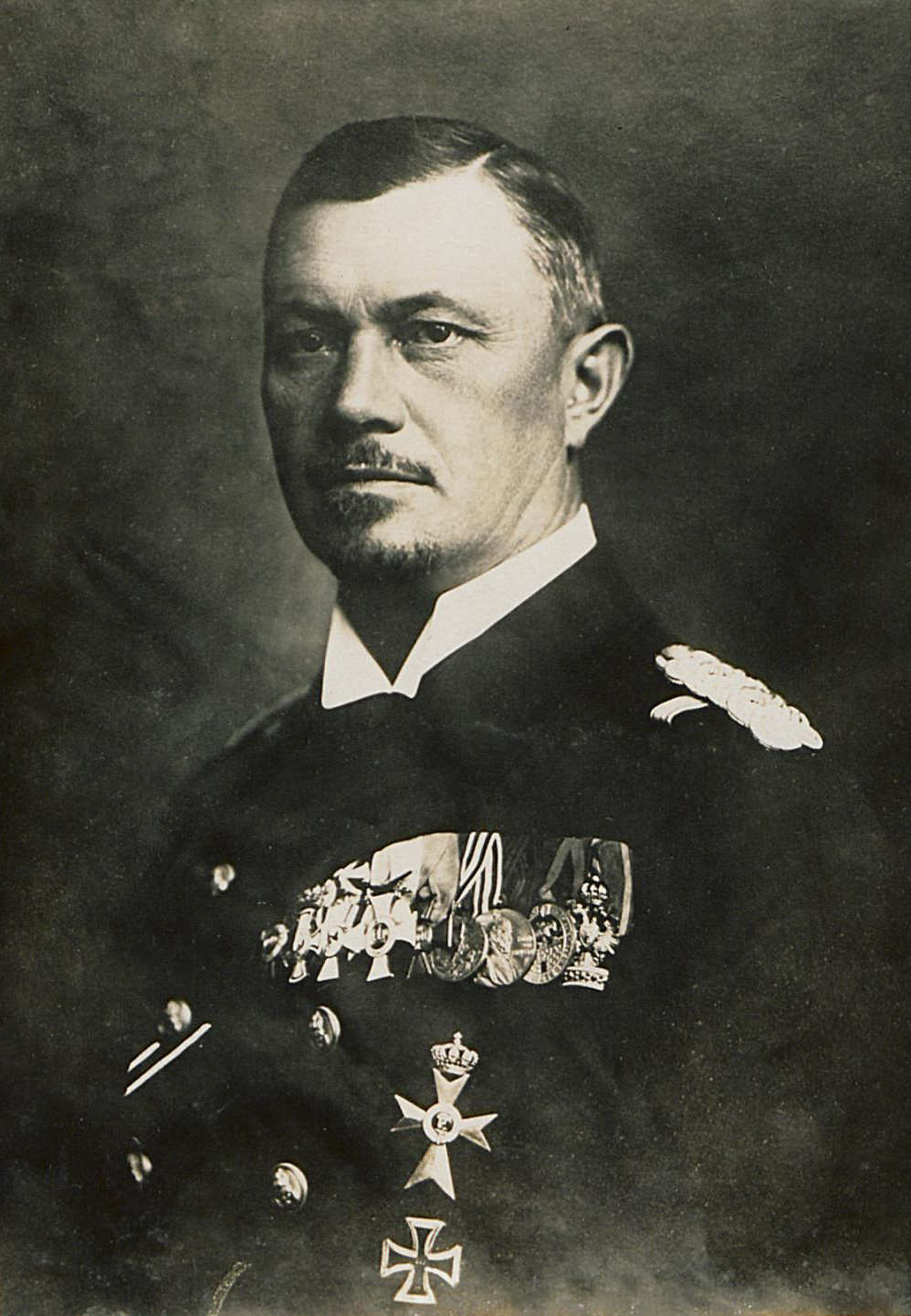
Reinhard Scheer, chỉ huy Hạm đội Đức

Ngày 25 tháng 4, một thông lệnh đã được đưa ra bởi Bộ hải quân Đức để ngăn chặn các cuộc tấn công bừa bãi của các tàu ngầm vào các tàu buôn. Điều này xuất phát từ phản đối của các quốc gia trung lập, đặc biệt là Hoa Kỳ, nước có công dân trở thành nạn nhân của các cuộc tấn công. Người Đức đã nhất trí rằng các cuộc tấn công trong tương lai sẽ chỉ diễn ra một cách phù hợp với Luật quốc tế, họ đồng ý yêu cầu kẻ tấn công đưa ra một cảnh báo và cho phép các thuyền viên của con tàu có thời gian để di tản, và không được tấn công vào tất cả các tàu trung lập. Scheer tin rằng các đội tàu ngầm sẽ không thể tiếp tục làm việc theo các điều khoản này vì chúng đã lấy đi những lợi thế của phương pháp tiếp cận bí mật của tàu ngầm và làm cho họ dễ bị tổn thương ngay cả từ những khẩu súng tương đối nhỏ trên các con tàu mục tiêu. Thay vào đó ông ta lập một kế hoach triển khai các đội tàu ngầm để chống lại các tàu quân sự.
Người ta hy vọng rằng, sau một cuộc tấn công thành công của tàu ngầm Đức, những tàu hộ tống tốc độ cao của Anh chẳng hạn như các tàu khu trục, sẽ bị chia lẻ ra bởi các hoạt động chống tàu ngầm. Nếu người Đức có thể giáp mặt với người Anh tại các địa điểm mà người Đức dự kiến, rất có triển vọng rằng ưu thế về địa lợi này sẽ làm các cân bằng lực lượng giữa các hạm đội. "Sau khi người Anh xuất kích để đánh trả các lực lượng tấn công đánh phá", Hải quân Hoàng gia Anh sẽ chỉ còn lại các đơn vị suy yếu của nó để đối đầu với hạm đội chính của Đức dưới sự chỉ huy của Scheer. Hy vọng như vậy là Scheer sẽ có thể phục kích một phần của hạm đội Anh và tiêu diệt nó.

### Triển khai tàu ngầm
Một kế hoạch được đặt ra để định vị tàu ngầm của Đức ở ngoài khơi các căn cứ hải quân Anh, và sau đó sẽ tiến hành một số hoạt động để kéo các tàu của Anh về phía các tàu ngầm Đức đang chờ đợi (bẫy tàu ngầm). Chiếc Tàu chiến-tuần dương SMS Seydlitz Seydlitz đã bị hư hại trong một trận đánh trước đó nhưng đã được sửa chữa kịp thời vào giữa tháng, do đó một hoạt động đã được lập kế hoạch vào ngày 17 tháng 5. Vào đầu tháng 5 một số khó khăn đã nảy sinh ở đội tàu thiết giáp số III, do đó kế hoạch đã bị đẩy lùi đến ngày 23 tháng 5. Mười tàu ngầm – U-24, U-32, U-43, U-44, UC-47, U-51, U-52, U-63, U-66 và U-70 – đã nhận được mệnh lệnh đầu tiên tuần tra ở vùng trung tâm của Biển Bắc các giữa 17 và 22 tháng 5 và sau đó chở về vị trí chờ đợi. Các chiếc U-43 và U-44 đóng trong Pentland Firth mà Hạm đội Grand Fleed có khả năng sẽ vượt qua khi rời khỏi Scapa Flow, trong khi phần còn lại Firth of Forth tiến hành chờ đợi các tàu tuần dương chủ lực xuất phát từ Rosyth. Mỗi chiếc tàu ngầm được phân bổ một khu vực mà họ có thể di chuyển xung quanh nếu thấy cần thiết để tránh bị phát hiện nhưng họ được hướng dẫn để luôn túc trực ở. Trong những chuyến tuần tra ban đầu ở biển Bắc các tàu ngầm thường được hướng dẫn để di chuyển hướng Bắc-Nam để bất kỳ những kẻ thù nào tình cờ gặp họ đều tin rằng họ khởi hành hoặc trở về từ các hoạt động ở trên bờ biển phía tây (mà điều này yêu cầu họ phải vượt qua trên phía bắc của nước Anh). Một khi đến các vị trí cuối cùng của mình, các tàu đã tuân thủ lệnh một cách nghiêm ngặt để tránh bị phát hiện sớm mà có thể làm hỏng chiến dịch. Người Đức bố trí một tín hiệu được mã hóa chuyển đến những cảnh báo cho các tàu ngầm chính xác khi nào các hoạt động bắt đầu.
Ngoài ra, chiếc UB-27 đã được gửi đi vào ngày 20 tháng 5 với hướng dẫn để đi theo cách của nó vào Firth of Forth qua đảo May. Chiếc U-46 nhận được lệnh tuần tra bờ biển Sunderland, vốn đã được chọn để tiến hành một cuộc tấn công nghi binh nhưng vì những vấn đề với chiếc động cơ, nó đã không thể rời khỏi cảng và chiếc U-47 được chuyển hướng để làm nhiệm vụ này. Ngày 13 tháng 5 chiếc tàu ngầm thả thủy lôi U-72 đã được gửi đến các để đặt các thủy lôi ở Firth of Forth, ngày 23 tháng 5 chiếc U-74 rời đi đặt thủy lôi ở Moray Firth, và trong ngày 24 chiếc U-75 được cử đi làm nhiệm vụ tương tự ở phía Tây của Orkneys. Chiếc UB-22 và UB-21 được gửi đi tuần tra các Humber, tại đó chúng có báo cáo (không chính xác) về sự hiện diện của tàu tuần dương hạm chủ lực của Anh. Các chiếc U-22, U-46 và U-67 được vị trí ở phía Bắc của Terschelling để bảo vệ chống lại sự can thiệp của các đội tàu hạng nhẹ Anh đóng tại Harwich.
Ngày 22 tháng 5, người Đức thấy rằng chiếc Seydlitz vẫn không kín nước sau khi sửa chữa và sẽ không thể sẵn sàng cho đến ngày 29. Các tàu ngầm đã ở các vị trí phục kích bây giờ phải đối mặt với những khó khăn riêng của chúng: tầm nhìn gần bờ biển thường xuyên nghèo nàn do sương mù và các điều kiện nước biển, hoặc tạo ra các gợn nhỏ từ kính tiềm vọng, có thể làm lộ vị trí của họ, hoặc sóng quá to để làm cho chúng giữ được ở một độ sâu ổn định. Người Anh đã trở nên có một nhận thức về một sự hoạt động không bình thường của tàu ngầm và đã bắt đầu tuần tra truy tìm và ép buộc các tàu ngầm ra khỏi vị trí của chúng. Chiếc UB-27 đi qua Bell Rock vào đêm 23 tháng 5 trên đường vào Firth of Forth như kế hoạch, nhưng đã dừng lại do sự cố về động cơ. Sau khi sửa chữa nó lại tiếp tục như kế hoach, nấp sau đằng sau tàu buôn để vào vịnh Largo vào ngày 25 tháng 5. Nhưng con tàu bị vướng vào lưới mà cái lưới này đã quấn vào một trong những cánh quạt chân vịt, buộc nó phải từ bỏ hoạt động và trở về nhà. Chiếc tàu thả thủy lôi U-74 đã bị phát hiện bởi bốn đánh cá vũ trang vào ngày 27 tháng 5 và bị đánh chìm ở khoảng cách 25 mi (22 nmi; 40 km) về phía đông nam của Peterhead. Chiếc U-75 thả thủy lôi của nó ở ngoài khơi Orkneys, mà mặc dù những quả thủy lôi này không đóng vai trò gì vào trận đánh, nhưng sau đó chúng đã chịu trách nhiệm trong việc đánh chìm chiếc tàu tuần dương Hampshire có chở Lord Kitchener, người lúc này đang có một sứ mệnh để đến nước Nga vào ngày 5 tháng 6. Chiếc U-72 buộc phải từ bỏ nhiệm vụ của mình mà không đặt được bất kỳ khi một quả thủy lôi nào vì dầu bị rò rỉ có nghĩa là nó đã để lại một dấu vết có thể nhìn thấy trên đại dương phía sau nó.

### Zeppelin
Người Đức vẫn duy trì một hạm đội khinh khí cầu Zeppelin mà chúng đã được sử dụng để trinh sát trên không và tổ chức các cuộc oanh tạc thường xuyên. Cuộc tấn công được lên kế hoạch vào Sunderland dự định sử dụng các khinh khí cầu Zeppelin lôi hạm đội Anh đến từ phía bắc nếu không có thể tạo được những cuộc tập kích bất ngờ.
Vào ngày 28 tháng 5 gió đông bắc mạnh, có nghĩa rằng là sẽ không thể tung ra các Zeppelin, do đó, cuộc không kích một lần nữa đã bị hoãn lại. Các tàu ngầm chỉ có thể ở lại các điểm phục kích của họ cho đến ngày 01 tháng 6 trước khi nguồn cung cấp của họ bị cạn kiệt và họ đã nhận được mệnh lệnh quay trở lại, do đó một quyết định đã được thực hiện một cách nhanh chóng về cuộc đột kích này.
Người Đức đã quyết định sử dụng một kế hoạch thay thế, từ bỏ cuộc tấn công vào Sunderland và thay vào đó gửi một đội tàu tuần dương chủ lực đến Skagerrak (biển giữa Na Uy và Đan Mạch), nơi mà có khả năng họ sẽ gặp các đoàn tàu buôn chở hàng và tuần dương hạm tuần tra của Anh. Người Đức thấy điều này có thể được thực hiện mà không cần sự hỗ trợ từ trên không, bởi vì nếu hành động ngay lập tức thì người Đức sẽ ở gần hơn, thay vì dựa trên tuần dương hạm và tàu phóng ngư lôi tuần tra để trinh sát.
Mệnh lệnh cho kế hoạch thay thế đã được ban bố vào ngày 28 tháng 5, mặc dù vẫn còn hy vọng cho đến phút cuối rằng thời tiết sẽ khá hơn để cho phép họ thực hiện kế hoạch ban đầu. Hạm đội Đức tập hợp tại sông Jade và tại Willhelmshaven và được chỉ dẫn để giữ nhiệt độ nồi hơi nước cao và sẵn sàng cho hành động từ lúc nửa đêm ngày 28 tháng 5.
Vào lúc 14:00 ngày 30 tháng 5, gió vẫn còn quá mạnh và quyết định cuối cùng đã được ban bố là sử dụng kế hoạch thay thế. Các tín hiệu mã hóa "31 May G.G.2490" đã được chuyển đến các đội tàu để thông báo cho họ cuộc tấn công vào Skagerrak sẽ bắt đầu ngày 31 tháng 5. Các tín hiệu được gửi đến các tàu ngầm đang tạo bẫy phục kích được truyền trong suốt cả ngày từ các đài phát thanh E-Dienst tại Brugge và chiếc tàu ngầm tiếp liệu Arcona đang thả neo tại Emden. Chỉ có hai trong số những tàu ngầm đang phục kích, chiếc U-66 và U-32 nhận được mệnh lệnh.

### Phản ứng của Anh
Thật không may cho kế hoạch của Đức, người Anh đã thu được một bản sao của cuốn mật mã chính của Đức từ chiếc tuần dương hạm hạng nhẹ SMS Magdeburg, vốn bị bắt giữ bởi hải quân Nga sau khi con tàu bị mắc cạn ở vùng biển lãnh thổ Nga vào năm 1914. Thông tin liên lạc radio của hải quân Đức có thể do đó thường được nhanh chóng giải mã và Bộ hải quân Anh thường biết các hoạt động về Đức.
Phòng 40 của Bộ Hải quân Anh duy trì chỉ đạo việc tìm kiếm và đánh chặn các tín hiệu của hải quân Đức. Phòng này đã chặn và giải mã tín hiệu của Đức vào ngày 28 tháng 5 rằng "ra lệnh cho tất cả các tàu sẵn sàng ra khơi" vào ngày 30. Nhiều tín hiệu thông tin hơn nữa đã bị chặn và mặc dù chúng không được giải mã, nhưng người Anh đã thấy rõ ràng là một hoạt động quân sự lớn có khả năng sắp xảy ra. Vào lúc 11:00 ngày 30 tháng 5, Jellicoe được cảnh báo rằng chiến hạm của Đức dường như đang chuẩn bị để lên đường vào sáng hôm sau. Vào lúc 17:00 Bộ hải quân đã chặn được tín hiệu từ Scheer, "31 May G.G.2490", dường như rõ ràng là có một cái gì đó quan trọng sắp xảy ra.
Không biết mục tiêu của quân Đức, Jellicoe và nhân viên của ông đã quyết định vị trí hạm đội để chặn đầu bất kỳ nỗ lực nào của người Đức để vào Bắc Đại Tây Dương, hoặc biển Baltic thông qua Skagerrak, bằng cách chọn một vị trí ngoài khơi Na Uy, nơi họ có thể có thể chặn đứng bất kỳ cuộc tấn công nào của Đức vào làn đường vận chuyển của Đại Tây Dương, hoặc ngăn chặn quân Đức tiến vào biển Baltic. Một vị trí xa hơn về phía tây là không cần thiết vì làm như thế diện tích của Bắc Hải có thể được sử dụng tuần tra bằng đường hàng không dùng khí cầu nhỏ và các chiến hạm trinh sát.

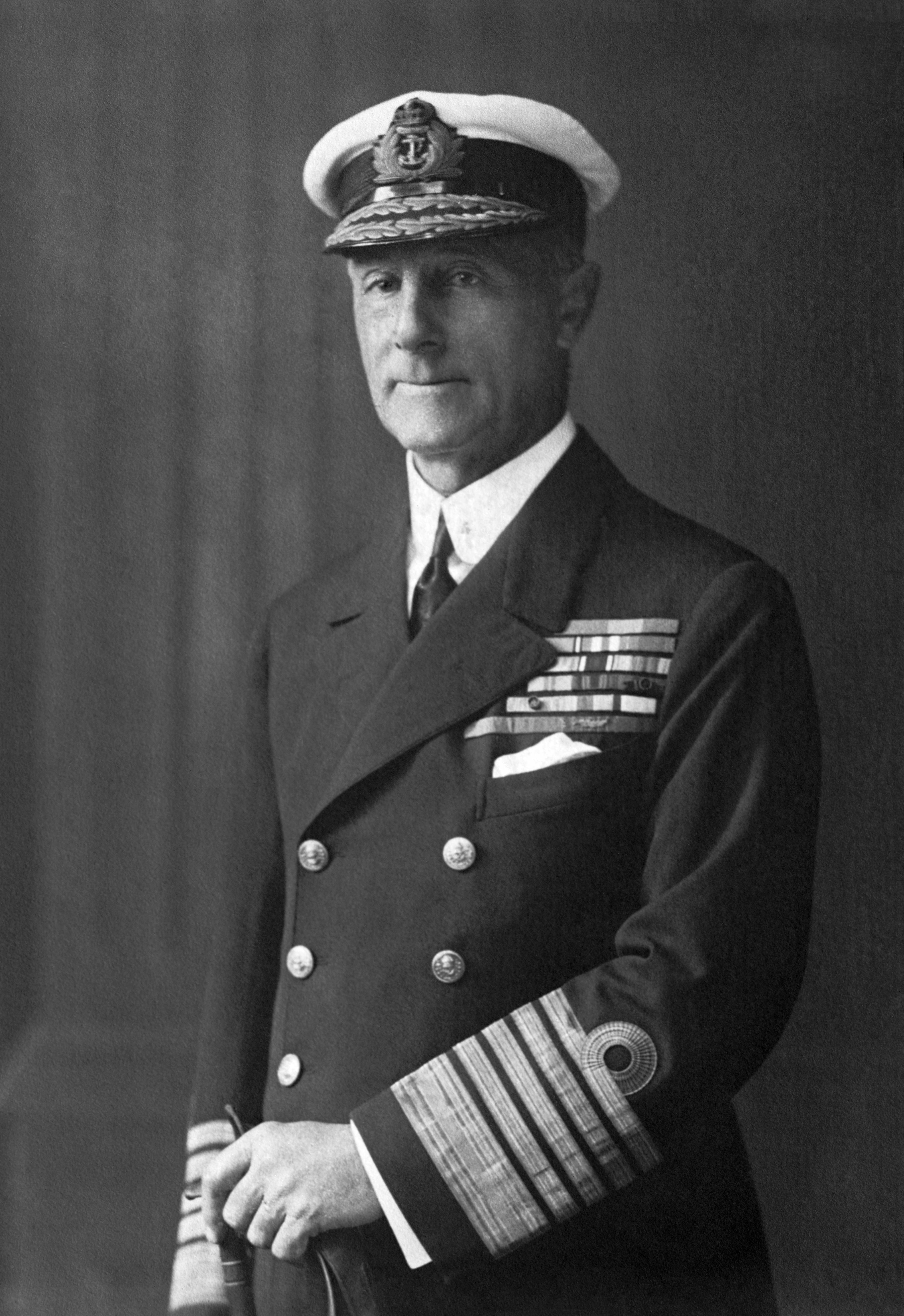
John Jellicoe, Chỉ huy của Hạm đội Anh

Do đó, Đô đốc Jellicoe dẫn 16 thiết giáp hạm Dreadnought của các hải đội 1 và 4 của Hạm đội Grand Fleed và ba tàu tàu chiến-tuần dương của hải đội 3 về phía đông ra khỏi Scapa Flow lúc 22:30, ngày 30 tháng 5. Ông muốn sáp nhập với hải đội 2 gồm 8 thiết giáp hạm Dreadnought nữa được chỉ huy bởi Phó Đô đốc Jerram đến từ Cromarty. Lực lượng đánh phá của Hipper đã không rời khỏi Outer Jade Roads cho tới tận 01:00 ngày 31 tháng 5 hướng về phía tây của đảo Helgoland qua một con kênh được dọn sạch các bãi mìn, họ quay đầu về phía bắc với tốc độ 16 knots. Hạm đội chính của Đức gồm mười sáu tàu chiến Dreadnought của hải đội I và III rời nơi xuất phát lúc 02:30, được gia nhập ở ngoài khơi Helgoland lúc 04:00 bởi 6 Thiết giáp hạm tiền-dreadnought của Hải đội II đến từ sông Elbe. Các chiến hạm cao tốc hơn của Beatty gồm sáu chiếc tàu tuần dương hạm chủ lực hải đội1 và 4 cùng với hải đội 5 gồm bốn thiết giáp hạm nhanh chóng rời Firth of Forth vào ngày hôm sau, và ý định của Jellicoe là hẹn gặp ông ta ở khoảng 90 mi (78 nmi; 140 km) về phía tây của nút cổ chai Skagerrak ngoài khơi bờ biển của Jutland và chờ đợi người Đức hoặc cho đến khi ý định của họ trở nên rõ ràng hơn. Các vị trí được lên kế hoạch cho ông ta khả năng phản ứng với ý định của người Đức trên phạm vi rộng nhất.

## Chiến thuật hải quân năm 1916
Nguyên tắc tập trung lực lượng đóng vai trò chủ đạo trong chiến thuật hải quân thời kỳ đó (cũng như các giai đoạn trước). Học thuyết chiến thuật yêu cầu các hạm đội tham chiến phải duy trì đội hình chặt chẽ gồm nhiều hàng dọc song song với nhau, cho phép cơ động dễ dàng, và giúp làm thoáng tầm nhìn khi quan sát đội hình, đơn giản hoá việc truyền tín hiệu vốn cực kỳ quan trọng trong công tác chỉ huy.
Một hạm đội tập hợp bởi nhiều hàng dọc ngắn sẽ đổi hướng nhanh hơn hạm đội chỉ gồm một hàng dọc dài. Do phần lớn mệnh lệnh được truyền đi bằng cờ và tín hiệu đèn, kỳ hạm thường dẫn đầu hàng dọc ở trung tâm để các tàu trong đội hình có thể dễ dàng nhìn thấy tín hiệu phát ra. Lúc này, điện tín không dây đã được sử dụng, tuy nhiên vấn đề an ninh (phát hiện sóng radio), mã hoá cũng như giới hạn của sóng radio khiến cho việc sử dụng rộng rãi gặp nhiều phiền toái. Công tác chỉ huy các hạm đội lớn vẫn rất khó khăn.
Vì thế, các kỳ hạm thường tốn rất nhiều thời gian để truyền tín hiệu đến toàn hạm đội. Mỗi tàu thường phải xác nhận tín hiệu trước khi truyền tới cho các tàu khác. Mệnh lệnh di chuyển của hạm đội thường phải được xác nhận bởi từng tàu trước khi được thực thi. Trong một đội hình hàng dọc lớn, việc truyền tín hiệu đến cuối hàng có thể mất tới 10 phút hoặc hơn, trong khi với đội hình gồm nhiều hàng dọc ngắn, tầm nhìn chéo thường tốt hơn, và cho phép truyền nhiều tín hiệu hơn, tăng cường khả năng nhận biết chính xác và lưu thông của tin tức.
Tuy nhiên, trước khi tham gia trận đánh, các hạm đội lớn thường sắp xếp đội hình thành một hàng dọc duy nhát nếu có thể. Để sắp xếp chiến tuyến theo hướng địch, người chỉ huy hạm đội thường phải biết vị trí, hướng phạm vi và tốc độ của hạm đội địch. . Nhiệm vụ của lực lượng trinh sát, mà chủ yếu là của các tàu chiến - tuần dương và tuần dương hạm, là định vị quân địch và truyền đạt thông tin này cho hạm đội trong thời gian hợp lý, và ngăn lực lượng trinh sát của đối phương có cơ hội thu thập các thông tin tương tự.
Trong trường hợp lý tưởng, chiến tuyến sữ cắt ngang qua lộ trình dự định của hàng tàu địch, do đó số pháo có thể nhắm vào tàu địch đạt mức tối đa, trong khi quân địch chỉ có thể bắn bằng pháo đằng trước của những tàu đằng trước, một chiến thuật được gọi là  "cắt ngang chữ T". Đô đốc Togo, tư lệnh hạm đội Nhật đã chiến thắng trước đô đốc Zinovy Rozhestvensky của hạm đôi Nga năm 1905 trong trận thắng hủy diệt ở Tsushima. Jellicoe đã làm được điều này hai lần trong một giờ trước Hạm đội biển khơi Đức ở Jutland, tuy vậy trong cả hai lần, Scheer đã cho hạm  đội quay đi và rút lui, qua đó tránh đối đầu trực tiếp.

### Thiết kế tàu
Với những hạn chế kĩ thuật đương thời, các kĩ sư hải quân phải lựa chọn giữa kích thước và sức mạnh của các khẩu pháo với lớp giáp của tàu chiến, với tốc độ tốidda. Các thiết giáp hạm thường hi sinh tốc độ để đổi lấy vỏ giáp và hỏa lực từ những khẩu hải pháo cỡ lớn (11 inch (280 mm) hoặc lớn hơn). Các tàu chiến-tuần dương của Anh hi sinh trọng lượng vỏ giáp để có tốc độ lớn hơn, trong khi các tàu của Đức được trang bị pháo nhẹ hơn và giáp nặng hơn. Việc hạn chế trọng lượng này khiến cho tàu chiến có thể thoát khỏi nguy hiểm hoặc truy đuổi các tàu chiến khác. Nhìn chung, những khẩu pháo lớn trên các tàu chiến Anh quốc cho phép chúng tấn công ở khoảng cách xa hơn. Về lý thuyết, một tàu chiến  có lớp giáp mỏng hơn có thể đứng ngoài tầm đánh của một đối thủ chậm hơn trong khi vẫn có thể đánh trúng nó. Tốc độ phát triển nhanh chóng trong những năm tiền chiến có nghĩa là cữ mỗi vài năm, một thế hệ tàu chiến mới xuất hiện và làm cho thế hệ tàu cũ trở nên lỗi thời. Do vậy, những tàu chiến còn mới vẫn tỏ ra lỗi thời so với những con tàu mới nhất, và thất thế nếu đối đầu với chúng.
Đô đóc John Fischer, người nắm trách nhiệm tá cấu trúc hạm đội hoàng gia Anh trong giai đoạn tiền chiến yêu thích những khẩu pháo lớn, tàu chạy bằng dầu và tốc độ. Đô đốc Tirpitz, người nắm giữ hạm đội Đức, ưu tiên khả năng sinh tồn của tàu chiến và lựa cọn hi sinh kích cỡ pháo để cải thiện vỏ giáp. Tàu chiến-tuần dương Đức SMS Defflinger có vỏ giáp hông dày tương đương - dù không toàn diện bằng - thiết giáp hạm Anh HMS Iron Duke và hơn hẳn những tàu chiến tuần dương Anh quốc như Tiger. Tàu chiến Đức có sự phân chia khu vực hợp lí hơn, với ít cửa hơn và ít điểm yếu như các vách ngăn, tuy vậy không gian cho thủy thủ đoàn bị hạn chế. Và bởi vì chúng được thiết kế để hoạt động ở khu vực biển Bắc vật nên không cần nhiều tiện nghi như các tàu Anh vì các thủy thủ có thể ở tại doanh trại khi tàu ở cảng.

## Trình tự trận đánh
|                                 | Anh | Đức |
| ------------------------------- | --- | --- |
| Thiết giáp hạm draednought      | 28  | 16  |
| Thiết giáp hạm tiền-dreadnought | 0   | 6   |
| Tàu chiến-tuần dương            | 9   | 5   |
| Tàu tuần dương bọc giáp         | 8   | 0   |
| Tàu tuần dương hạng nhẹ         | 26  | 11  |
| Tàu khu trục                    | 79  | 61  |
| Tàu chở thủy phi cơ             | 1   | 0   |